# Soverato

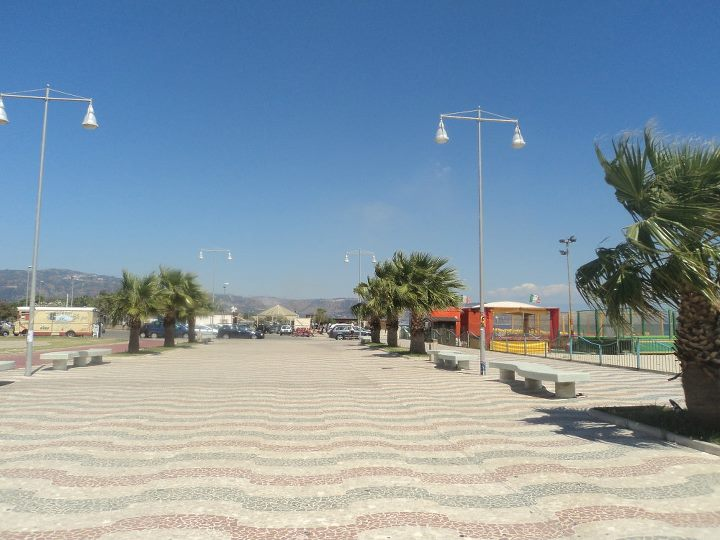
Lungomare di Soverato

Soverato ist eine italienische Gemeinde und Stadt in der Provinz Catanzaro in der Region Kalabrien mit 8569 Einwohnern (Stand 31. Dezember 2023).

## Lage und Daten
Soverato liegt 33 Kilometer südlich von Catanzaro an der Küste des Ionischen Meeres im Süden des Golfes von Squillace. Die Nachbargemeinden sind Montepaone, Petrizzi und Satriano.
Der Ort ist ein Badeort mit Hotels, Campingplätzen und einem Strand. Soverato liegt an der Bahnstrecke Tarent–Reggio di Calabria und war Ausgangspunkt der Schmalspurbahn Soverato–Chiaravalle Centrale.

## Geschichte
Der Ort wurde wahrscheinlich im 10. Jahrhundert gegründet. Die Stadt wurde 1783 und 1983 bei Erdbeben zerstört.
Ende Juli findet im Ort das Magna Grecia Film Festival statt.

## Sehenswürdigkeiten
Im Ortsteil Soverato Superiore steht in der Kirche matrice di Maria Santissima Addolorata eine Marmorgruppe (Pietà) von Antonello Gagini.